# BtoB
BtoB (Akronym für Born to Beat; kor. 비투비) ist eine südkoreanische sechsköpfige K-Pop-Band der dritten K-Pop-Generation. Die Band wurde 2012 von Cube Entertainment gegründet. Der offizielle Fanclub-Name lautet Melody.

## Geschichte
Im Jahr 2012 brachte BtoB zwei EPs heraus, Born to Beat und Press Play und 2013 folgte Thriller. Im Februar 2014 stieg die EP Beep Beep in den südkoreanischen Gaon Charts auf Platz 1 ein.

## Mitglieder
| Name                 | Geburtsname          | Geburtstag (Alter)     | Geburtsort | Position                    |
| -------------------- | -------------------- | ---------------------- | ---------- | --------------------------- |
| Eunkwang 은광        | Seo Eun-kwang 서은광 | 22. November 1990 (34) | Seoul      | Team leader Main Vocal      |
| Minhyuk 민혁         | Lee Min-hyuk 이민혁  | 29. November 1990 (34) | Seoul      | Vocal, Lead Dance, Lead Rap |
| Changsub 창섭        | Lee Chang-sub 이창섭 | 26. Februar 1991 (34)  | Suwon      | Lead Vocal                  |
| Hyunsik 현식         | Lim Hyun-sik 임현식  | 7. März 1992 (33)      | Seoul      | Lead Vocal, Main Dance      |
| Peniel 유빈          | Peniel Dong Shin a   | 10. März 1993 (32)     | Chicago    | Vocal, Lead Rap             |
| Sungjae 성재         | Yook Sung-jae 육성재 | 2. Mai 1995 (30)       | Yongin     | Vocal                       |
| Ehemalige Mitglieder |                      |                        |            |                             |
| Ilhoon 일훈          | Jung Il-hoon 정일훈  | 4. Oktober 1994 (30)   | Seoul      | Vocal, Main Rap             |

## Diskografie

### Studioalben
| Jahr | Titel        | Höchstplatzierung, Gesamtwochen, AuszeichnungChartplatzierungen (Jahr, Titel, Platzierungen, Wochen, Auszeichnungen, Anmerkungen) | Höchstplatzierung, Gesamtwochen, AuszeichnungChartplatzierungen (Jahr, Titel, Platzierungen, Wochen, Auszeichnungen, Anmerkungen) | Anmerkungen                            |
| Jahr | Titel        | KR | JP | Anmerkungen                            |
| ---- | ------------ | --- | --- | -------------------------------------- |
| 2015 | Complete     | KR1 (34 Wo.)KR | — | Erstveröffentlichung: 30. Juni 2015    |
| 2016 | 24/7         | — | JP1 (2 Wo.)JP | Erstveröffentlichung: 7. Dezember 2016 |
| 2017 | Brother Act. | KR4 (24 Wo.)KR | — | Erstveröffentlichung: 16. Oktober 2017 |
| 2022 | Be Together  | KR4 (4 Wo.)KR | — | Erstveröffentlichung: 21. Februar 2022 |

### Kompilation
| Jahr | Titel                                         | Höchstplatzierung, Gesamtwochen, AuszeichnungChartplatzierungen (Jahr, Titel, Platzierungen, Wochen, Auszeichnungen, Anmerkungen) | Höchstplatzierung, Gesamtwochen, AuszeichnungChartplatzierungen (Jahr, Titel, Platzierungen, Wochen, Auszeichnungen, Anmerkungen) | Anmerkungen                            |
| Jahr | Titel                                         | KR | JP | Anmerkungen                            |
| ---- | --------------------------------------------- | --- | --- | -------------------------------------- |
| 2018 | BTOB Japan Best Album 2014-2017 ～1096 Days～ | — | JP45 (1 Wo.)JP | Erstveröffentlichung: 28. Februar 2018 |
| 2019 | Piece of BtoB                                 | KR10 (3 Wo.)KR | — | Erstveröffentlichung: 7. März 2019     |

### EPs
| Jahr | Titel             | Höchstplatzierung, Gesamtwochen, AuszeichnungChartplatzierungen (Jahr, Titel, Platzierungen, Wochen, Auszeichnungen, Anmerkungen) | Höchstplatzierung, Gesamtwochen, AuszeichnungChartplatzierungen (Jahr, Titel, Platzierungen, Wochen, Auszeichnungen, Anmerkungen) | Anmerkungen                              |
| Jahr | Titel             | KR | JP | Anmerkungen                              |
| ---- | ----------------- | --- | --- | ---------------------------------------- |
| 2012 | Born to Beat      | KR3 (12 Wo.)KR | — | Erstveröffentlichung: 3. April 2012      |
| 2012 | Press Play        | KR4 (46 Wo.)KR | — | Erstveröffentlichung: 12. September 2012 |
| 2013 | Thriller          | KR3 (8 Wo.)KR | — | Erstveröffentlichung: 9. September 2013  |
| 2014 | Beep Beep         | KR1 (6 Wo.)KR | — | Erstveröffentlichung: 17. Februar 2014   |
| 2014 | Move              | KR1 (4 Wo.)KR | — | Erstveröffentlichung: 29. September 2014 |
| 2014 | The Winter’s Tale | KR1 (3 Wo.)KR | — | Erstveröffentlichung: 22. Dezember 2014  |
| 2015 | I Mean            | KR2 (14 Wo.)KR | — | Erstveröffentlichung: 12. Oktober 2015   |
| 2016 | Remember That     | KR1 (16 Wo.)KR | — | Erstveröffentlichung: 12. Oktober 2016   |
| 2016 | New Men           | KR4 (18 Wo.)KR | — | Erstveröffentlichung: 7. November 2016   |
| 2017 | Feel’eM           | KR2 (33 Wo.)KR | — | Erstveröffentlichung: 6. März 2017       |
| 2018 | This Is Us        | KR2 (21 Wo.)KR | — | Erstveröffentlichung: 18. Juni 2018      |
| 2018 | Hour Moment       | KR1 (7 Wo.)KR | — | Erstveröffentlichung: 12. November 2018  |
| 2021 | 4U: Outside       | KR2 (8 Wo.)KR | — | Erstveröffentlichung: 30. August 2021    |
| 2021 | Outsider          | — | JP13 (2 Wo.)JP | Erstveröffentlichung: 27. Oktober 2021   |
| 2023 | Wind and Wish     | KR3 (4 Wo.)KR | — | Erstveröffentlichung: 2. Mai 2023        |

### Singles
| Jahr                   | Titel Album                                                            | Höchstplatzierung, Gesamtwochen, AuszeichnungChartplatzierungen (Jahr, Titel, Album, Platzierungen, Wochen, Auszeichnungen, Anmerkungen) | Höchstplatzierung, Gesamtwochen, AuszeichnungChartplatzierungen (Jahr, Titel, Album, Platzierungen, Wochen, Auszeichnungen, Anmerkungen) | Anmerkungen                                               |
| Jahr                   | Titel Album                                                            | KR | JP | Anmerkungen                                               |
| ---------------------- | ---------------------------------------------------------------------- | --- | --- | --------------------------------------------------------- |
| Südkoreanische Singles |                                                                        | | |                                                           |
|                        |                                                                        | | |                                                           |
| 2012                   | Insane (비밀) Born to Beat                                             | KR95 (2 Wo.)KR | — | Erstveröffentlichung: 2012                                |
| 2012                   | Father (아버지) Born to Beat Asia Special Edition                      | — | — | Erstveröffentlichung: 2012                                |
| 2012                   | Irresistible Lips (그 입술을 뺏었어) Born to Beat Asia Special Edition | KR99 (1 Wo.)KR | — | Erstveröffentlichung: 2012                                |
| 2012                   | WOW Press Play                                                         | KR76 (2 Wo.)KR | — | Erstveröffentlichung: 2012                                |
| 2012                   | I Only Know Love (사랑밖에 난 몰라) Press Play                         | — | — | Erstveröffentlichung: 2012                                |
| 2013                   | 2nd Confession (두 번째 고백) –                                        | KR44 (3 Wo.)KR | — | Erstveröffentlichung: 10. April 2013                      |
| 2013                   | When I Was Your Man (내가 니 남자였을때) Thriller                      | — | — | Erstveröffentlichung: 2013                                |
| 2013                   | Thriller (스릴러) Thriller                                             | KR41 (1 Wo.)KR | — | Erstveröffentlichung: 2013                                |
| 2014                   | Beep Beep (뛰뛰빵빵) Beep Beep                                         | KR18 (6 Wo.)KR | — | Erstveröffentlichung: 2014                                |
| 2014                   | You’re So Fly (넌 감동이야) Move                                       | KR46 (1 Wo.)KR | — | Erstveröffentlichung: 2014                                |
| 2014                   | You Can Cry (울어도 돼) The Winter’s Tale                              | KR24 (4 Wo.)KR | — | Erstveröffentlichung: 2014                                |
| 2014                   | The Winter’s Tale (울면 안 돼) The Winter’s Tale                       | KR7 (1 Wo.)KR | — | Erstveröffentlichung: 2014                                |
| 2015                   | It’s Okay (괜찮아요) Complete                                          | KR8 (7 Wo.)KR | — | Erstveröffentlichung: 2015                                |
| 2015                   | Way Back Home (집으로 가는 길) I Mean                                  | KR5 (5 Wo.)KR | — | Erstveröffentlichung: 2015                                |
| 2016                   | Remember That (봄날의 기억) Remember That                              | KR11 (5 Wo.)KR | — | Erstveröffentlichung: 27. März 2016                       |
| 2016                   | I Want to Vacation (여행 가고 싶어) –                                  | KR91 (2 Wo.)KR | — | Erstveröffentlichung: 2016                                |
| 2016                   | Pray (I’ll Be Your Man) (기도) New Men                                 | KR5 (7 Wo.)KR | — | Erstveröffentlichung: 2016                                |
| 2017                   | Someday (언젠가) Feel’eM                                               | KR14 (7 Wo.)KR | — | Erstveröffentlichung: 2017                                |
| 2017                   | Movie Feel’eM                                                          | KR4 (15 Wo.)KR | — | Erstveröffentlichung: 2017                                |
| 2017                   | Missing You (그리워하다) Brother Act.                                  | KR2 (86 Wo.)KR | — | Erstveröffentlichung: 2017                                |
| 2018                   | Only One for Me (너 없인 안 된다) This Is Us                           | KR4 Platin (Download) + Platin (Streaming) · (48 Wo.)KR                                                                                  | — | Erstveröffentlichung: 2018                                |
| 2018                   | Friend Hour Moment                                                     | KR23 (5 Wo.)KR | — | Erstveröffentlichung: 2018                                |
| 2018                   | Beautiful Pain (아름답고도 아프구나) Hour Moment                       | KR4 (30 Wo.)KR | — | Erstveröffentlichung: 2018                                |
| 2019                   | Sorry (미안해) –                                                       | KR96 (1 Wo.)KR | — | Erstveröffentlichung: 2019 Eunkwang, Changsub and Minhyuk |
| 2021                   | Outsider 4U: Outside                                                   | KR35 (1 Wo.)KR | — | Erstveröffentlichung: 2021                                |
| 2022                   | The Song (노래) Be Together                                            | KR10 (6 Wo.)KR | — | Erstveröffentlichung: 2022                                |
| 2023                   | Wind and Wish (나의 바람) Wind and Wish                                | KR26 (11 Wo.)KR | — | Erstveröffentlichung: 2023                                |
| 2024                   | Please Stay Btoday                                                     | — | — | Erstveröffentlichung: 2024                                |
| 2024                   | Be Alright Btoday                                                      | — | — | Erstveröffentlichung: 2024                                |
| 2024                   | Hi Beautiful Btoday                                                    | — | — | Erstveröffentlichung: 2024                                |
| 2025                   | Love Today Btoday                                                      | — | — | Erstveröffentlichung: 2025                                |
| Japanische Singles     |                                                                        | | |                                                           |
|                        |                                                                        | | |                                                           |
| 2014                   | Wow 24/7                                                               | — | — | Erstveröffentlichung: 2014                                |
| 2015                   | Mirai (Ashita) 24/7                                                    | — | — | Erstveröffentlichung: 2015                                |
| 2015                   | Summer Color My Girl –                                                 | — | — | Erstveröffentlichung: 2015                                |
| 2016                   | Dear Bride –                                                           | — | — | Erstveröffentlichung: 2016                                |
| 2016                   | L.U.V –                                                                | — | — | Erstveröffentlichung: 2016                                |
| 2017                   | Movie –                                                                | — | — | Erstveröffentlichung: 2017                                |
| 2017                   | Brand New Days –                                                       | — | JP3 Gold · (1 Wo.)JP | Erstveröffentlichung: 30. August 2017                     |

## Auszeichnungen
2017
- KBS Drama Awards: Best OST Award für Ambiguous

2018
- Golden Disk Awards: Best Boy Group
- Seoul Music Awards: Bonsang